# Maxillaria luteograndiflora
Maxillaria luteograndiflora är en orkidéart som beskrevs av Auct. Maxillaria luteograndiflora ingår i släktet Maxillaria och familjen orkidéer. Inga underarter finns listade i Catalogue of Life.

## Bildgalleri

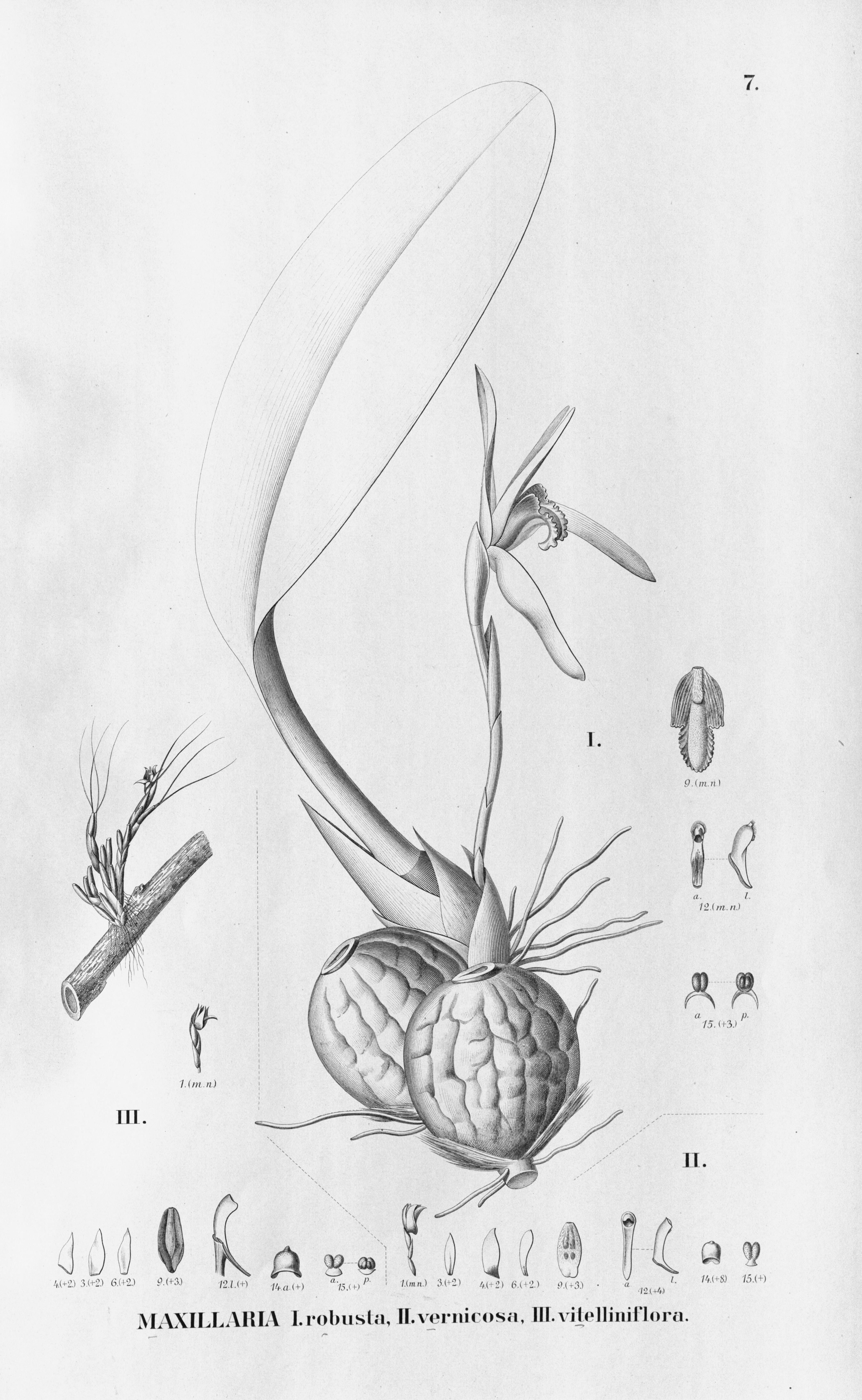